# Val-d’Auzon
Val-d’Auzon ist eine französische Gemeinde mit 364 Einwohnern (Stand: 1. Januar 2022) im Département Aube in der Region Grand Est. Sie gehört zum Kanton Brienne-le-Château im Arrondissement Troyes. Die Einwohner werden Brévonnais genannt.

## Geographie
Val-d’Auzon liegt etwa 30 Kilometer ostnordöstlich von Troyes.
Nachbargemeinden sind Pougy im Norden, Molins-sur-Aube im Nordosten, Pel-et-Der im Osten, Brévonnes im Süden und Südosten, Piney im Süden, Onjon im Westen sowie Longsols im Nordwesten.

## Geschichte
1972 wurden die Gemeinden Auzon-les-Marais, Montangon und Villehardouin  zusammengelegt.

## Bevölkerungsentwicklung
| Jahr                      | 1962 | 1968 | 1975 | 1982 | 1990 | 1999 | 2006 | 2013 |
| ------------------------- | ---- | ---- | ---- | ---- | ---- | ---- | ---- | ---- |
| Einwohner                 | 149  | 148  | 417  | 342  | 329  | 351  | 389  | 399  |
| Quelle: Cassini und INSEE |      |      |      |      |      |      |      |      |

## Sehenswürdigkeiten
- Kirche Saint-Martin aus dem 11. Jahrhundert in Auzon-les-Marais, Monument historique
- Kirche Saint-Martin aus dem 16. Jahrhundert in Montangon
- Kirche Saint-Martin aus dem 13. Jahrhundert in Villehardouin
- Schloss Villehardouin

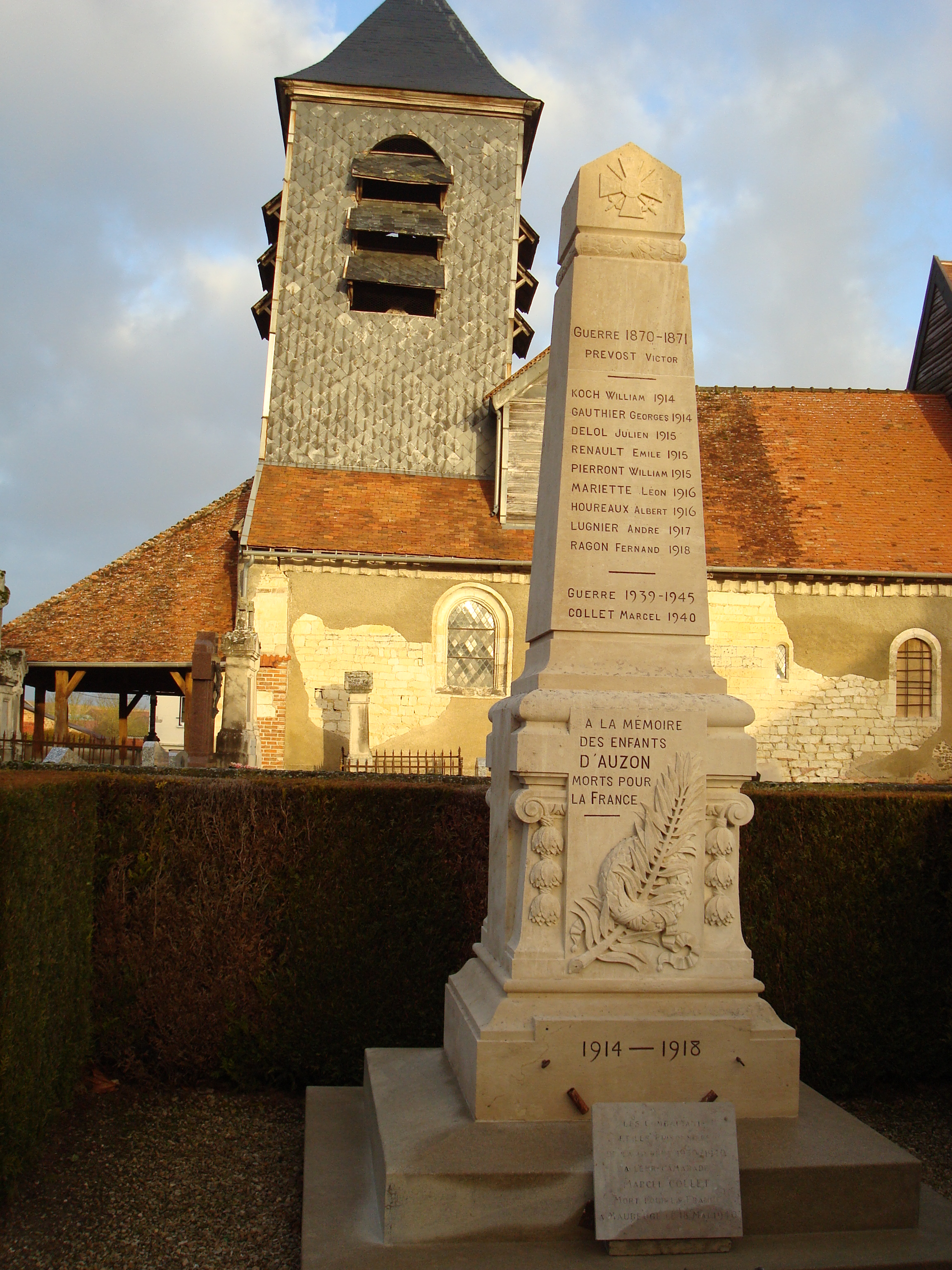
Kirche Saint-Martin in Auzon-les-Marais
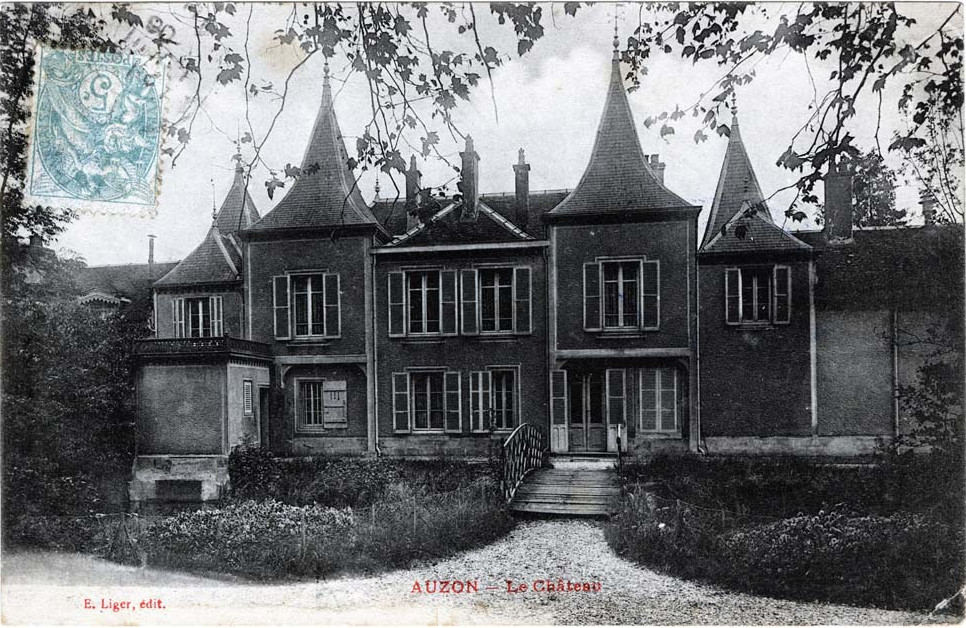
Schloss Villehardouin